# Зенон из Тарса
Зенон из Тарса (Грчки: Ζήνων ὁ Ταρσεύς , Зенон хо Тарсеус ; активан око 200 пре нове ере) био је стоички филозоф.

## Биографија
Био је Диоскоридов син. Хрисип му је био учитељ. Када је Хризип умро, оковирно 206. п. н. е., наследио га је и постао четврти челник стоичке школе у Атини.
Према Диогену Левретију, написао је врло мало књига, али је имао велики број ученика. Према Филодемовом сведочењу, Зенон је оповргао мишљења перипатетичког филозофа Хијеронима са Родоса у „пет књига против Хијеронимуса“ (Philodemus, Sto. hist., col. 48, фр. 18).
Мало се зна о Зеноновим филозофским погледима. Он је очигледно био ортодоксни стоик, али је сумњао у доктрину запаљења универзума. Ово је била значајна модификација  теорије стоика, који су сматрали да се универзум периодично раствара у ватри.
Не зна се када је умро. На месту челника стоичке школе наследио га је Диоген из Вавилона.